# Rencontres avec des hommes remarquables
Pour plus de détails, voir Fiche technique et Distribution.
Rencontres avec des hommes remarquables (Meetings with Remarkable Men) est un film américain réalisé par Peter Brook sorti en 1979. Il est inspiré du livre autobiographique homonyme de Georges Gurdjieff.

## Synopsis
La vie de Georges Gurdjieff, de sa jeunesse jusqu'à ses voyages initiatiques à la recherche de la Sagesse. On suit sa quête spirituelle en Asie centrale, notamment à Boukhara, et dans le désert de Gobi, où il découvre différentes disciplines comme la musique et la danse lui permettant encore de développer ses compétences.

## Fiche technique
- Titre : Rencontres avec des hommes remarquables
- Titre original : Meetings with Remarkable Men
- Réalisation : Peter Brook
- Scénario : Peter Brook et Jeanne de Salzmann d'après l'œuvre littéraire de Georges Gurdjieff[1]
- Assistant-réalisation : Terence Churcher
- Décors : Georges Wakhévitch
- Ensembliers : Ian Whittaker, Terry Parr
- Costumes : Malak Khazai
- Photographie : Gilbert Taylor
- Son : George Stephenson, Ken Barker
- Montage : John Jympson
- Musique : Laurence Rosenthal, chœurs orchestrés par Alain Kremski
- Chanson : Harmonic Opening, composée et interprétée par David Hykes
- Musique additionnelle : Thomas de Hartmann
- Chorégraphie : Jeanne de Salzmann (mouvements et danses sacrées)[1]
- Production : Stuart Lyons
- Sociétés de production : Remar Productions (États-Unis)
- Sociétés de distribution : Enterprise Pictures Ltd (Royaume-Uni), UGC (France)
- Pays d'origine :  États-Unis[1],[2],[3],[4]
- Langue de tournage : anglais
- Format : 35 mm — couleur par Eastmancolor — 1.85:1 — son monophonique
- Genre : film biographique, conte philosophique, drame
- Durée : 108 min
- Dates de sortie :
  - États-Unis : 5 août 1979
  - France : 14 novembre 1979
- (fr) Classifications CNC : tous publics, Art et Essai (visa d'exploitation no 51612 délivré le 6 novembre 1979)

## Distribution
- Dragan Maksimovic : Georges Gurdjieff
- Terence Stamp : le prince Lubovedsky
- Martin Benson : le docteur Ivanov
- Colin Blakely : Tamil
- Mikica Dimitrijevic : Gurdjieff jeune
- Tom Fleming : le père Giovanni
- Grégoire Aslan : le prêtre arménien
- Athol Fugard : le professor Skridlov
- Bruce Myers : Yelov
- Natasha Parry : Vitvitskaia
- Ian Hogg : le moine
- David Markham : Dean Borsh

## Tournage
- Intérieurs : Pinewood Studios (Royaume-Uni)[1]
- Extérieurs : Afghanistan, Égypte

## Autour du film
- Ce film est inspiré du livre Rencontres avec des hommes remarquables (Meetings with Remarkable Men), autobiographie de Georges Gurdjieff parue en 1963. Ce livre est la seconde partie de sa trilogie appelée All and Everything écrite entre 1924 et 1935.
- On trouve au générique les musiciens Thomas de Hartmann et Alain Kremski, collaborateurs musicaux de Gurdjieff. Alain Kremski, grand spécialiste depuis des décennies de musiques rituelles avec gongs, cloches, bol chantants, est notamment l'interprète de nombreuses pièces pour piano axées sur l'œuvre de Gurdjieff[5].

## Vidéographie
En 2005, à l'occasion de la sortie en DVD de ce film, un important travail de restauration a été réalisé en collaboration avec Peter Brook.

## À propos du film
- Entretien avec Peter Brook pour "Spécial cinéma "